# Marlon Felter
Marlon Felter (Surinam; 21 de julio de 1978) es un exfutbolista de Surinam que jugaba en la posición de defensa.

## Carrera

### Club
| Periodo   | Club              |
| --------- | ----------------- |
| 2002–2003 | Inter Moengotapoe |
| 2003–2008 | FCS Nacional      |
| 2008–2012 | WBC               |

### Selección nacional
Jugó para Surinam de 2004 a 2011 con la que anotó cinco goles en 48 partidos, tres de ellos ante Aruba en la clasificación de Concacaf para la Copa Mundial de Fútbol de 2006. Actualmente es el jugador con más apariciones con la selección nacional.
Su último partido con la selección nacional sería una victoria por 2-0 ante Curazao el 4 de diciembre de 2011 por el Torneo ABCS.

## Logros

### Club
FCS Nacional
- Copa de Surinam en 2005.
- Supercopa de Surinam en 2005.

 Walking Boyz Company
- SVB Eerste Divisie en 2009.
- Copa de Surinam en 2009.
- Supercopa de Surinam en 2009.

### Individual
- Jugador surinamés del año en 2011.[2]

## Estadísticas

### Goles internacionales
| #  | Fecha                 | Sede                                   | Rival    | Gol | Resultado | Torneo   |
| -- | --------------------- | -------------------------------------- | -------- | --- | --------- | -------- |
| 1. | 28 de febrero de 2004 | Trinidad Stadion, Oranjestad (Aruba)   | Aruba    | 1-0 | 2-1       | QCM 2006 |
| 2. | 27 de marzo de 2004   | National Stadion, Paramaribo (Surinam) | Aruba    | 3-0 | 8-1       | QCM 2006 |
| 3. | 27 de marzo de 2004   | National Stadion, Paramaribo (Surinam) | Aruba    | 6-1 | 8-1       | QCM 2006 |
| 4. | 27 de marzo de 2004   | National Stadion, Paramaribo (Surinam) | Aruba    | 7-1 | 8-1       | QCM 2006 |
| 5. | 9 de agosto de 2008   | Blairmont Ground, Berbice (Guyana)     | Dominica | 1-1 | 3-1       | CAR 2008 |